# Consorti dei sovrani di Boemia

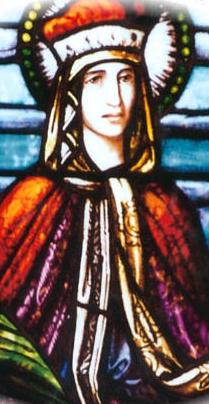
Santa Ludmilla, prima Duchessa di Boemia, moglie di Bořivoj I, progenitrice dei sovrani cechi.

Questo è un elenco delle consorti reali dei sovrani di Boemia.
La prima duchessa di Boemia (česká kněžna) fu Santa Ludmilla, mentre la prima regina di Boemia (česká královna) fu Świętosława di Polonia. Alcune di loro furono (come i loro mariti) non incoronate.
Ci fu un'unica regina regnante nella storia ceca, Maria Teresa. Tuttavia, alcune consorti reali donne furono molto influenti nella storia del paese, dopo aver governato come reggenti per i loro figli minori ed eredi, oltre ad avere una grande influenza sui loro coniugi.
Il titolo fu utilizzato fino al 1918, quando Carlo III, marito dell'ultima regina Zita di Borbone-Parma, fu deposto.

## Duchesse di Boemia
Přemyslidi 
- 874–888/891: Ludmilla di Boemia (Svatá Ludmila), moglie di Bořivoj I, m. assassinato il 15 settembre 921 al castello di Tetín
- 906–921: Drahomíra (principessa Drahomíra ze Stodor), moglie di Vratislao I, m. dopo il 935
- ? – ?: Biagota?, moglie di Boleslao I
- ?–999: Emma di Mělník (Emma regina o Hemma principessa di Borgogna), probabilmente regina di Francia, vedova di re Lotario di Francia (m. 986), intorno al 989 seconda moglie di Boleslao II, m. 1005/1006
- ? – ?: Božena (Křesinova), seconda moglie morganatica di Oldřich
- 1034–1055: Giuditta di Schweinfurt (Jitka ze Svinibrodu/ Babenberská), (del casato di Babenberg), moglie di Bretislao I, m. 1058
- 1055–1061: Ida di Wettin (Ida Wettinská), moglie di Spytihněv II, m. c. 1061
- 1061–1062: Adelaide d'Ungheria (Adléta Uherská), prima moglie di Vratislao II, m. 1062

| Immagine | Nome                   | Padre                         | Nascita   | Matrimonio                           | Regno                                | Fine regno      | Morte             | Consorte     |
| -------- | ---------------------- | ----------------------------- | --------- | ------------------------------------ | ------------------------------------ | --------------- | ----------------- | ------------ |
|          | Świętosława di Polonia | Casimiro I di Polonia (Piast) | 1046-1048 | 1062 dal 1085 prima regina di Boemia | 1062 dal 1085 prima regina di Boemia | 14 gennaio 1092 | 1º settembre 1126 | Vratislao II |

- 1092: Wirpirka di Tengling (Virpirka z Tenglingu), moglie di Corrado I (Konrád I Brněnský)
- 1094–1100: Lukarta di Bogen (Lukarta z Bogenu), moglie di Bretislao II (Břetislav II)
- 1100–1007: Helbirga d'Austria (Helbirga Babenberská), moglie di Bořivoj II (Bořivoj II), m. 1142
- 1111–1117: Richeza di Berg (Richenza z Bergu), moglie di Vladislao I (Vladislav I), m. 1125
- 1117–1120: Gerberga d'Austria (Helbirga Babenberská), moglie di Bořivoj II (Bořivoj II), m. 1142
- 1120–1125: Richeza di Berg (Richenza z Bergu), moglie di Vladislao I (Vladislav I), m. 1125
- 1125–1140: Adelaide d'Ungheria (Adleyta Arpádovna), moglie di Sobeslao I (Soběslav I, m. 1140
- 1140–1150: Gertrude di Babenberg  (Gertruda Babenberská), prima moglie di Vladislao II, m. 1150

| Immagine | Nome                 | Padre                                         | Nascita      | Matrimonio                             | Regno                                  | Fine regno | Morte        | Consorte     |
| -------- | -------------------- | --------------------------------------------- | ------------ | -------------------------------------- | -------------------------------------- | ---------- | ------------ | ------------ |
|          | Giuditta di Turingia | Ludovico I, langravio di Turingia (Ludovingi) | dopo il 1135 | 1153 dal 1158 seconda regina di Boemia | 1153 dal 1158 seconda regina di Boemia | 1172       | dopo il 1174 | Vladislao II |

- 1172 - 1173: Elisabetta d'Ungheria (Alžběta Uherská), moglie di Federico, m. dopo 1189
- 1173/7 - 1178: Elisabetta di Polonia (Eliška Polská), moglie di Sobeslao II (Soběslav II), m. 1209
- 1178 - 1189: Elisabetta d'Ungheria (Alžběta Uherská), moglie di Federico, m. dopo il 1189
- 1189 - 1191: Hellicha di Wittelsbach (Hellicha z Wittelsbachu), moglie di Corrado II (Konrád II Ota), m. dopo il 1198

## Regine di Boemia
Přemyslidi 
| Immagine | Nome                          | Padre                                   | Nascita           | Matrimonio       | Regno            | Fine regno        | Morte             | Consorte      |
| -------- | ----------------------------- | --------------------------------------- | ----------------- | ---------------- | ---------------- | ----------------- | ----------------- | ------------- |
|          | Adelaide di Meißen            | Ottone II, margravio di Meißen (Wettin) | ca. 1160          | 1178             | 1198             | 1199              | 2 febbraio 1211   | Ottocaro I    |
|          | Costanza d'Ungheria           | Béla III d'Ungheria (Arpadi)            | 1181              | 1199             | 1199             | 1230              | 6 dicembre 1240   | Ottocaro I    |
|          | Cunegonda di Svevia           | Filippo di Svevia (Hohenstaufen)        | 1200              | 1224             | 1230             | 13 settembre 1248 | 13 settembre 1248 | Venceslao I   |
|          | Margherita di Babenberg       | Leopoldo VI, duca d'Austria (Babenberg) | 1204              | febbraio 1252    | 1253             | 1260 divorziati   | 29 ottobre 1266   | Ottocaro II   |
|          | Cunegonda di Slavonia         | Rostislavo di Slavonia (Rjurikidi)      | 1245              | 25 ottobre 1261  | 25 ottobre 1261  | 1278              | 9 settembre 1285  | Ottocaro II   |
|          | Guta d'Asburgo                | Rodolfo I d'Asburgo (Asburgo)           | 13 marzo 1271     | 24 gennaio 1285' | 24 gennaio 1285' | 18 giugno 1297    | 18 giugno 1297    | Venceslao II  |
|          | Elisabetta Richeza di Polonia | Przemysł II di Polonia (Piast)          | 1º settembre 1286 | 1300             | 1303             | 1305              | 18 ottobre 1335   | Venceslao II  |
|          | Viola di Teschen              | Mieszko, duca di Teschen (Piast)        | ca. 1290          | 1305             | 1305             | 1306              | 21 settembre 1317 | Venceslao III |

 Interregno 
| Immagine | Nome                          | Padre                               | Nascita           | Matrimonio | Regno  | Fine regno | Morte            | Consorte                    |
| -------- | ----------------------------- | ----------------------------------- | ----------------- | ---------- | ------ | ---------- | ---------------- | --------------------------- |
|          | Elisabetta Richeza di Polonia | Przemysł II di Polonia (Piast)      | 1º settembre 1286 | 1306       | 1306   | 1307       | 18 ottobre 1335  | Rodolfo I d'Asburgo         |
|          | Anna di Boemia                | Venceslao II di Boemia (Přemyslidi) | 10 ottobre 1290   | 1306       | 1306/7 | 1310       | 3 settembre 1313 | Enrico di Carinzia e Tirolo |

 Lussemburgo 
| Immagine | Nome                    | Padre                                      | Nascita           | Matrimonio                                     | Regno                                          | Fine regno        | Morte             | Consorte     |
| -------- | ----------------------- | ------------------------------------------ | ----------------- | ---------------------------------------------- | ---------------------------------------------- | ----------------- | ----------------- | ------------ |
|          | Elisabetta di Boemia    | Venceslao II di Boemia (Přemyslidi)        | 20 gennaio 1292   | 1º settembre 1310 / Regina dal 9 dicembre 1310 | 1º settembre 1310 / Regina dal 9 dicembre 1310 | 28 settembre 1330 | 28 settembre 1330 | Giovanni I   |
|          | Beatrice di Borbone     | Luigi I, duca di Borbone (Borbone)         | circa 1315-16     | dicembre 1334 / dicembre 1334                  | dicembre 1334 / dicembre 1334                  | 26 agosto 1346    | 23 dicembre 1383  | Giovanni I   |
|          | Bianca di Valois        | Carlo di Valois (Valois)                   | 1316              | 15 maggio 1323                                 | 26 agosto 1346                                 | 1º agosto 1348    | 1º agosto 1348    | Carlo I      |
|          | Anna di Baviera         | Rodolfo II, duca di Baviera (Wittelsbach)  | 26 settembre 1329 | 4 (11) marzo 1349                              | 4 (11) marzo 1349                              | 2 febbraio 1353   | 2 febbraio 1353   | Carlo I      |
|          | Anna di Świdnica        | Enrico II, duca di Świdnica (Piast)        | 1339              | 27 maggio 1353                                 | 27 maggio 1353                                 | 11 luglio 1362    | 11 luglio 1362    | Carlo I      |
|          | Elisabetta di Pomerania | Boghislao V, duca di Pomerania (Greifen)   | 1347              | 21 maggio 1363                                 | 21 maggio 1363                                 | 29 novembre 1378  | 14 febbraio 1393  | Carlo I      |
|          | Giovanna di Baviera     | Alberto I, duca di Baviera (Wittelsbach)   | circa 1356        | 29 settembre 1370                              | 10 giugno 1376                                 | 31 dicembre 1386  | 31 dicembre 1386  | Venceslao IV |
|          | Sofia di Baviera        | Giovanni II, duca di Baviera (Wittelsbach) | 1376              | 2 maggio 1389                                  | 2 maggio 1389                                  | 16 agosto 1419    | 26 settembre 1425 | Venceslao IV |
|          | Barbara di Cilli        | Ermanno II, conte di Cilli (Cilli)         | circa 1393        | 1408                                           | 16 agosto 1419                                 | 9 dicembre 1437   | 11 luglio 1451    | Sigismondo   |

 Asburgo 
| Immagine | Nome                      | Padre                               | Nascita | Matrimonio | Regno                         | Fine regno                       | Morte            | Consorte |
| -------- | ------------------------- | ----------------------------------- | ------- | ---------- | ----------------------------- | -------------------------------- | ---------------- | -------- |
|          | Elisabetta di Lussemburgo | Imperatore Sigismondo (Lussemburgo) | 1409    | 1422       | 1438 incoronazione del marito | 27 ottobre 1439 morte del marito | 25 dicembre 1442 | Alberto  |

 Poděbrady 
| Immagine | Nome                 | Padre                           | Nascita | Matrimonio | Regno                             | Fine regno    | Morte            | Consorte             |
| -------- | -------------------- | ------------------------------- | ------- | ---------- | --------------------------------- | ------------- | ---------------- | -------------------- |
|          | Giovanna di Rožmitál | Giovanni di Rosental (Rosental) | c. 1430 | 1450       | 7 maggio 1457 elezione del marito | 22 marzo 1471 | 12 novembre 1475 | Giorgio di Poděbrady |

 Jagelloni 
| Immagine | Nome                   | Padre                                                       | Nascita           | Matrimonio      | Regno           | Fine regno                                               | Morte             | Consorte    |
| -------- | ---------------------- | ----------------------------------------------------------- | ----------------- | --------------- | --------------- | -------------------------------------------------------- | ----------------- | ----------- |
|          | Barbara di Brandeburgo | Alberto III Achille, elettore di Brandeburgo (Hohenzollern) | 30 maggio 1464    | 20 agosto 1476  | 20 agosto 1476  | 1491 divorzio                                            | 4 settembre 1515  | Ladislao II |
|          | Beatrice d'Aragona     | Ferdinando I di Napoli (Trastámara)                         | 16 novembre 1457  | 4 ottobre 1490  | 4 ottobre 1490  | 7 aprile 1500 matrimonio annullato da Papa Alessandro VI | 23 settembre 1508 | Ladislao II |
|          | Anna di Foix-Candale   | Gastone II di Foix-Candale (Foix)                           | 1484              | 6 ottobre 1502  | 6 ottobre 1502  | 26 luglio 1506                                           | 26 luglio 1506    | Ladislao II |
|          | Maria d'Asburgo        | Filippo I di Castiglia (Asburgo)                            | 18 settembre 1505 | 13 gennaio 1522 | 13 gennaio 1522 | 29 agosto 1526 morte del marito                          | 18 ottobre 1558   | Luigi       |

 Asburgo 
| Immagine | Nome                      | Padre                                       | Nascita        | Matrimonio        | Regno                            | Fine regno                       | Morte            | Consorte     |
| -------- | ------------------------- | ------------------------------------------- | -------------- | ----------------- | -------------------------------- | -------------------------------- | ---------------- | ------------ |
|          | Anna di Boemia e Ungheria | Ladislao II di Boemia (Jagelloni)           | 23 luglio 1503 | 25 maggio 1521    | 1526 elezione del marito         | 27 gennaio 1547                  | 27 gennaio 1547  | Ferdinando I |
|          | Maria di Spagna           | Carlo V d'Asburgo (Asburgo)                 | 21 giugno 1528 | 13 settembre 1548 | 25 luglio 1564 ascesa del marito | 12 ottobre 1576 morte del marito | 26 febbraio 1603 | Massimiliano |
|          | Anna d'Austria            | Ferdinando II, arciduca d'Austria (Asburgo) | 4 ottobre 1585 | 4 dicembre 1611   | 4 dicembre 1611                  | 14 dicembre 1618                 | 14 dicembre 1618 | Mattia       |

 Wittelsbach 
| Immagine | Nome              | Padre                            | Nascita        | Matrimonio       | Regno                              | Fine regno                        | Morte            | Consorte   |
| -------- | ----------------- | -------------------------------- | -------------- | ---------------- | ---------------------------------- | --------------------------------- | ---------------- | ---------- |
|          | Elisabetta Stuart | Giacomo I d'Inghilterra (Stuart) | 19 agosto 1596 | 14 febbraio 1613 | 26 agosto 1619 elezione del marito | 9 novembre 1620 fuga dalla Boemia | 13 febbraio 1662 | Federico I |

 Asburgo 
| Immagine | Nome                                          | Padre                                                    | Nascita                          | Matrimonio       | Regno                               | Fine regno                                | Morte            | Consorte       |
| -------- | --------------------------------------------- | -------------------------------------------------------- | -------------------------------- | ---------------- | ----------------------------------- | ----------------------------------------- | ---------------- | -------------- |
|          | Eleonora Gonzaga                              | Vincenzo I Gonzaga (Gonzaga)                             | 23 settembre (23 febbraio?) 1598 | 4 febbraio 1622  | 4 febbraio 1622                     | 15 febbraio 1637 morte del marito         | 27 giugno 1655   | Ferdinando II  |
|          | Maria Anna di Spagna                          | Filippo III di Spagna (Asburgo)                          | 18 agosto 1606                   | 20 febbraio 1631 | 20 febbraio 1631                    | 13 maggio 1646                            | 13 maggio 1646   | Ferdinando III |
|          | Maria Leopoldina d'Austria                    | Leopoldo V, arciduca d'Austria (Asburgo)                 | 6 aprile 1632                    | 2 luglio 1648    | 2 luglio 1648                       | 7 agosto 1649                             | 7 agosto 1649    | Ferdinando III |
|          | Eleonora di Gonzaga-Nevers                    | Carlo di Gonzaga-Nevers (Gonzaga-Nevers)                 | 18 novembre 1630                 | 30 aprile 1651   | 30 aprile 1651                      | 2 aprile 1657 morte del marito            | 6 dicembre 1686  | Ferdinando III |
|          | Margherita Teresa di Spagna                   | Filippo IV di Spagna (Asburgo)                           | 12 luglio 1651                   | 12 dicembre 1666 | 12 dicembre 1666                    | 12 marzo 1673                             | 12 marzo 1673    | Leopoldo I     |
|          | Claudia Felicita d'Austria                    | Ferdinando Carlo, arciduca d'Austria (Asburgo)           | 30 maggio 1653                   | 15 ottobre 1673  | 15 ottobre 1673                     | 8 aprile 1676                             | 8 aprile 1676    | Leopoldo I     |
|          | Eleonora del Palatinato-Neuburg               | Filippo Guglielmo, elettore Palatino (Wittelsbach)       | 6 gennaio 1655                   | 14 dicembre 1676 | 14 dicembre 1676                    | 5 maggio 1705 morte del marito            | 19 gennaio 1720  | Leopoldo I     |
|          | Guglielmina Amalia di Brunswick-Lüneburg      | Giovanni Federico, duca di Brunswick-Lüneburg (Hannover) | 21 aprile 1673                   | 24 febbraio 1699 | 5 maggio 1705 ascesa del marito     | 17 aprile 1711 morte del marito           | 10 aprile 1742   | Giuseppe I     |
|          | Elisabetta Cristina di Brunswick-Wolfenbüttel | Luigi Rodolfo, duca di Brunswick-Lüneburg (Welfen)       | 28 agosto (28 settembre?) 1691   | 1º agosto 1708   | 17 aprile 1711 ascesa del marito    | 20 ottobre 1740 morte del marito          | 21 dicembre 1750 | Carlo II       |
|          | Francesco I di Lorena                         | Leopoldo I di Lorena (Lorena)                            | 8 dicembre 1708                  | 12 febbraio 1736 | 20 ottobre 1740 ascesa della moglie | 19 dicembre 1741 deposizione della moglie | 18 agosto 1765   | Maria Teresa   |

 Wittelsbach 
| Immagine | Nome                   | Padre                                                    | Nascita         | Matrimonio     | Regno                         | Fine regno                            | Morte            | Consorte          |
| -------- | ---------------------- | -------------------------------------------------------- | --------------- | -------------- | ----------------------------- | ------------------------------------- | ---------------- | ----------------- |
|          | Maria Amalia d'Austria | Giuseppe I, imperatore del Sacro Romano Impero (Asburgo) | 22 ottobre 1701 | 5 ottobre 1722 | 9 dicembre 1741 incoronazione | 12 maggio 1743 deposizione del marito | 11 dicembre 1756 | Carlo III Alberto |

 Asburgo 
| Immagine | Nome                  | Padre                         | Nascita         | Matrimonio       | Regno                              | Fine regno     | Morte          | Consorte     |
| -------- | --------------------- | ----------------------------- | --------------- | ---------------- | ---------------------------------- | -------------- | -------------- | ------------ |
|          | Francesco I di Lorena | Leopoldo I di Lorena (Lorena) | 8 dicembre 1708 | 12 febbraio 1736 | 12 maggio 1743 ascesa della moglie | 18 agosto 1765 | 18 agosto 1765 | Maria Teresa |

 Asburgo-Lorena 
| Immagine | Nome                             | Padre                                                | Nascita           | Matrimonio       | Regno                              | Fine regno                              | Morte             | Consorte           |
| -------- | -------------------------------- | ---------------------------------------------------- | ----------------- | ---------------- | ---------------------------------- | --------------------------------------- | ----------------- | ------------------ |
|          | Maria Luisa di Spagna            | Carlo III di Spagna (Borbone di Spagna)              | 24 novembre 1745  | 16 febbraio 1764 | 20 febbraio 1790                   | 1º marzo 1792                           | 15 maggio 1792    | Leopoldo II        |
|          | Maria Teresa di Napoli e Sicilia | Ferdinando IV di Napoli e Sicilia (Borbone-Napoli)   | 6 giugno 1772     | 15 agosto 1790   | 1º marzo 1792                      | 13 aprile 1807                          | 13 aprile 1807    | Francesco          |
|          | Maria Ludovica d'Austria-Este    | Ferdinando d'Asburgo-Este (Austria-Este)             | 14 dicembre 1787  | 6 gennaio 1808   | 6 gennaio 1808                     | 7 aprile 1816                           | 7 aprile 1816     | Francesco          |
|          | Carolina Augusta di Baviera      | Massimiliano I Giuseppe di Baviera (Wittelsbach)     | 8 febbraio 1792   | 29 ottobre 1816  | 29 ottobre 1816                    | 2 marzo 1835 morte del marito           | 9 febbraio 1873   | Francesco          |
|          | Maria Anna di Savoia             | Vittorio Emanuele I di Savoia (Savoia)               | 19 settembre 1803 | 12 febbraio 1831 | 2 marzo 1835 ascesa del marito     | 2 dicembre 1848 abdicazione del marito  | 4 maggio 1884     | Ferdinando V       |
|          | Elisabetta di Baviera            | Massimiliano Giuseppe, duca in Baviera (Wittelsbach) | 24 dicembre 1837  | 24 aprile 1854   | 24 aprile 1854                     | 10 settembre 1898                       | 10 settembre 1898 | Francesco Giuseppe |
|          | Zita di Parma                    | Roberto I di Parma (Borbone di Parma)                | 9 maggio 1892     | 13 giugno 1911   | 21 novembre 1916 ascesa del marito | 12 novembre 1918 deposizione del marito | 14 marzo 1989     | Carlo III          |